# Loučenská tabule
Loučenská tabule je geomorfologický podcelek ve střední části Svitavské pahorkatiny, ležící v okresech Ústí nad Orlicí, Svitavy a Chrudim v Pardubickém kraji.

## Poloha a sídla

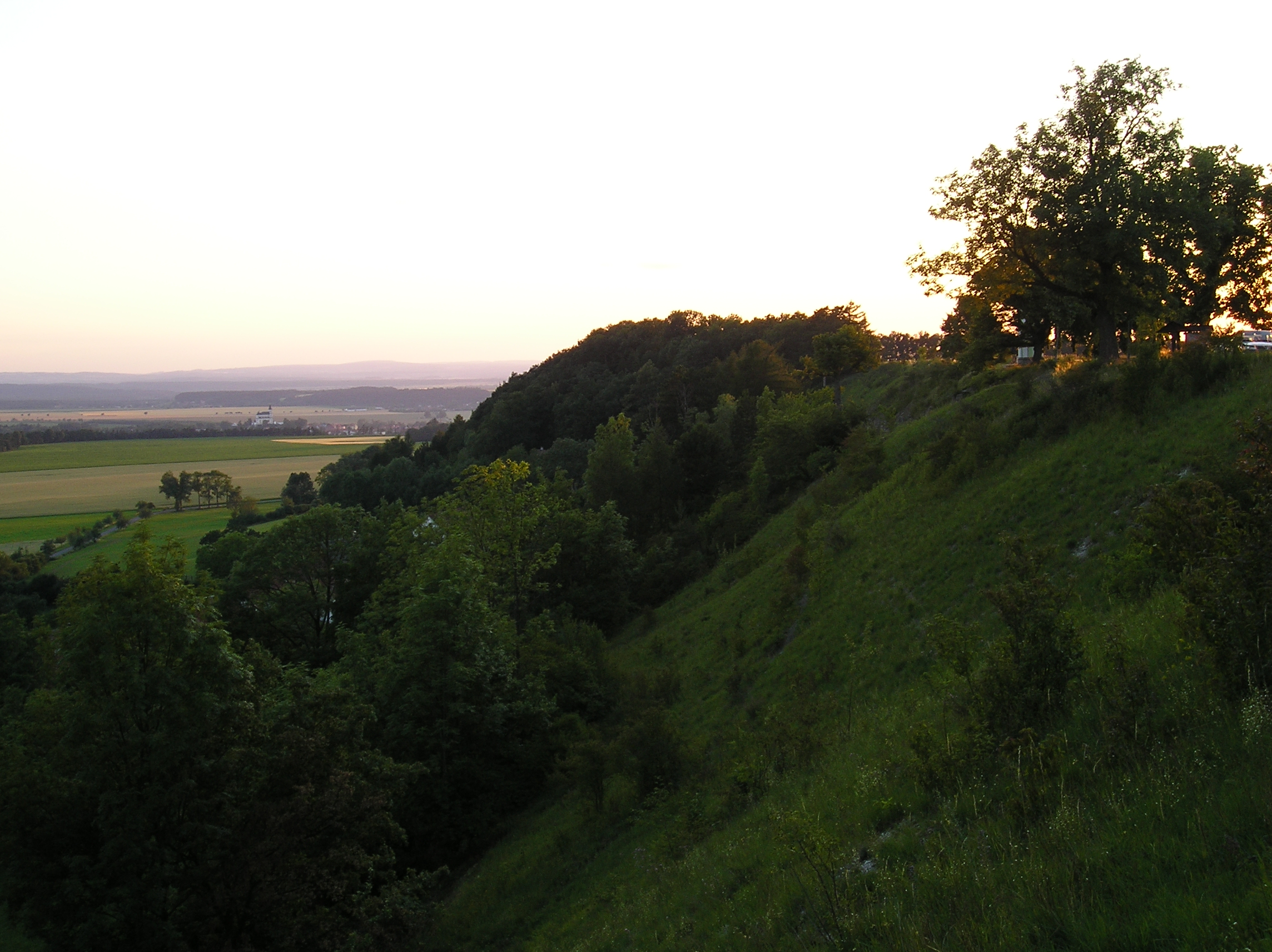
Přírodní rezervace Střemošická stráň, strmý svah kuesty

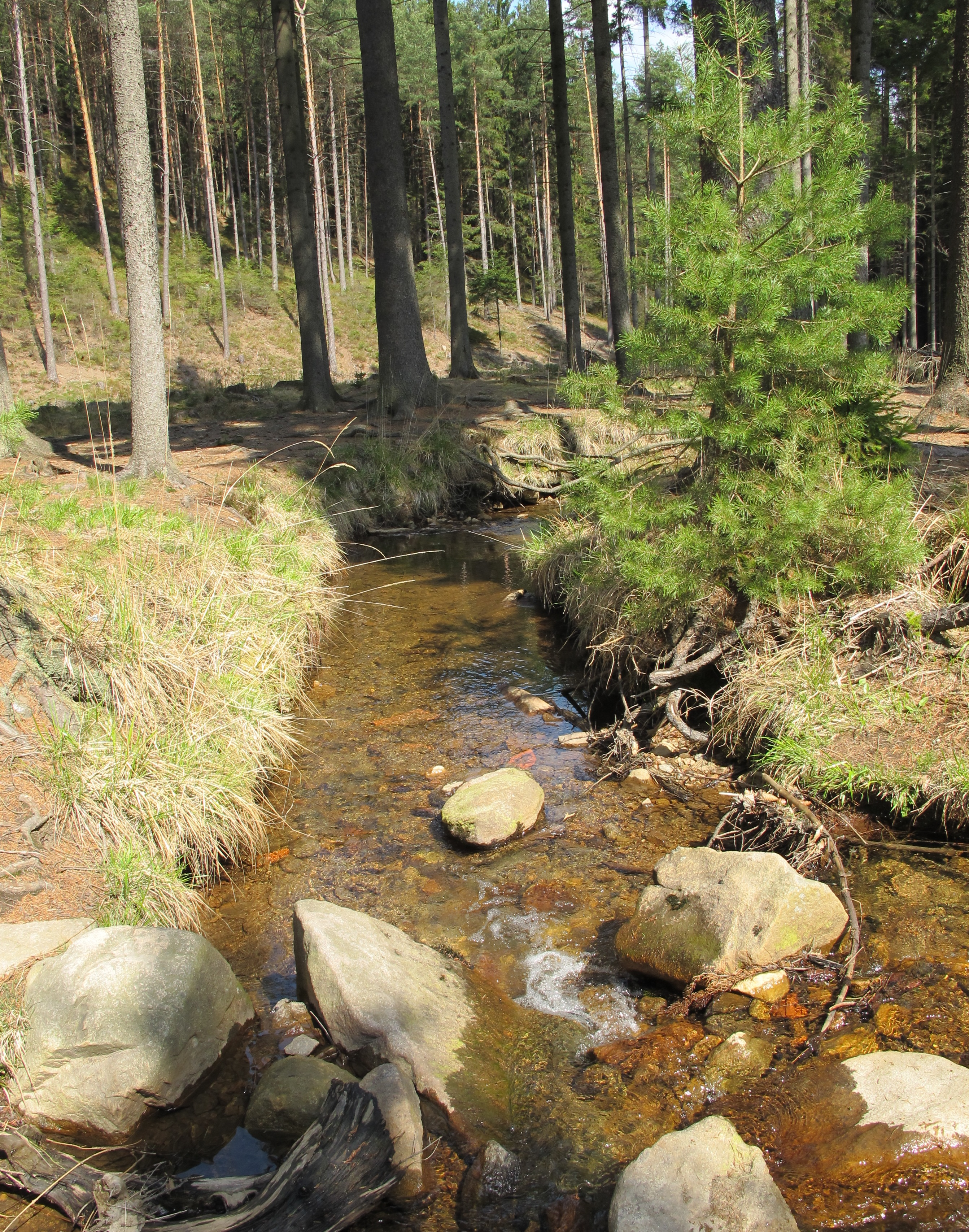
Řeka Novohradka v přírodní rezervaci Maštale

Území podcelku se rozkládá zhruba mezi sídly Jaroslav a Choceň (na severu), Voděrady (na severovýchodě), Mikuleč (na východě), Vendolí (na jihovýchodě), Jedlová (na jihu), Borová (na jihozápadě), Předhradí (na západě) a Jenišovice (na severozápadě). Uvnitř podcelku leží města Litomyšl, Vysoké Mýto, Polička a Luže.

## Geomorfologické členění
Podcelek Loučenská tabule (dle značení Jaromíra Demka VIC–3B) geomorfologicky náleží do celku Svitavská pahorkatina. Dále se člení na čtyři okrsky: Vraclavský hřbet (VIC–3B–1) na severozápadě, Novohradská stupňovina (VIC–3B–2) západě, Poličská tabule (VIC–3B–3) na jihu a Litomyšlský úval (VIC–3B–4) na severu a východě.
Tabule sousedí s dalšími podcelky Svitavské pahorkatiny: Českotřebovská vrchovina na východě a Chrudimská tabule na západě. Dále sousedí s celky Orlická tabule na severu, Východolabská tabule na severozápadě, Železné hory na západě a Hornosvratecká vrchovina na jihu.
Kompletní geomorfologické členění celé Svitavské pahorkatiny uvádí následující tabulka:
| Geomorfologické členění Svitavské pahorkatiny                          | Geomorfologické členění Svitavské pahorkatiny | Geomorfologické členění Svitavské pahorkatiny |
| ---------------------------------------------------------------------- | --------------------------------------------- | --------------------------------------------- |
| ČESKÁ VYSOČINA • Česká tabule • Východočeská tabule                    |                                               |                                               |
| ČESKOTŘEBOVSKÁ VRCHOVINA                                               | Hřebečovský hřbet                             | Roh (661 m)                                   |
| ČESKOTŘEBOVSKÁ VRCHOVINA                                               | Ústecká brázda                                | Rohles (541 m)                                |
| ČESKOTŘEBOVSKÁ VRCHOVINA                                               | Kozlovský hřbet                               | Baldský vrch (693 m)                          |
| LOUČENSKÁ TABULE                                                       | Vraclavský hřbet                              | Na Chlumku (495 m)                            |
| LOUČENSKÁ TABULE                                                       | Novohradská stupňovina                        |                                               |
| LOUČENSKÁ TABULE                                                       | Poličská tabule                               | Modřecký vrch (657 m)                         |
| LOUČENSKÁ TABULE                                                       | Litomyšlský úval                              |                                               |
| CHRUDIMSKÁ TABULE                                                      | Štěpánovská stupňovina                        | Heráně (454 m)                                |
| CHRUDIMSKÁ TABULE                                                      | Hrochotýnecká tabule                          |                                               |
| CHRUDIMSKÁ TABULE                                                      | Heřmanoměstecká tabule                        |                                               |
| PROVINCIE • Subprovincie • Oblast / Celek / PODCELEK • Okrsek • Vrchol |                                               |                                               |

## Významné vrcholy

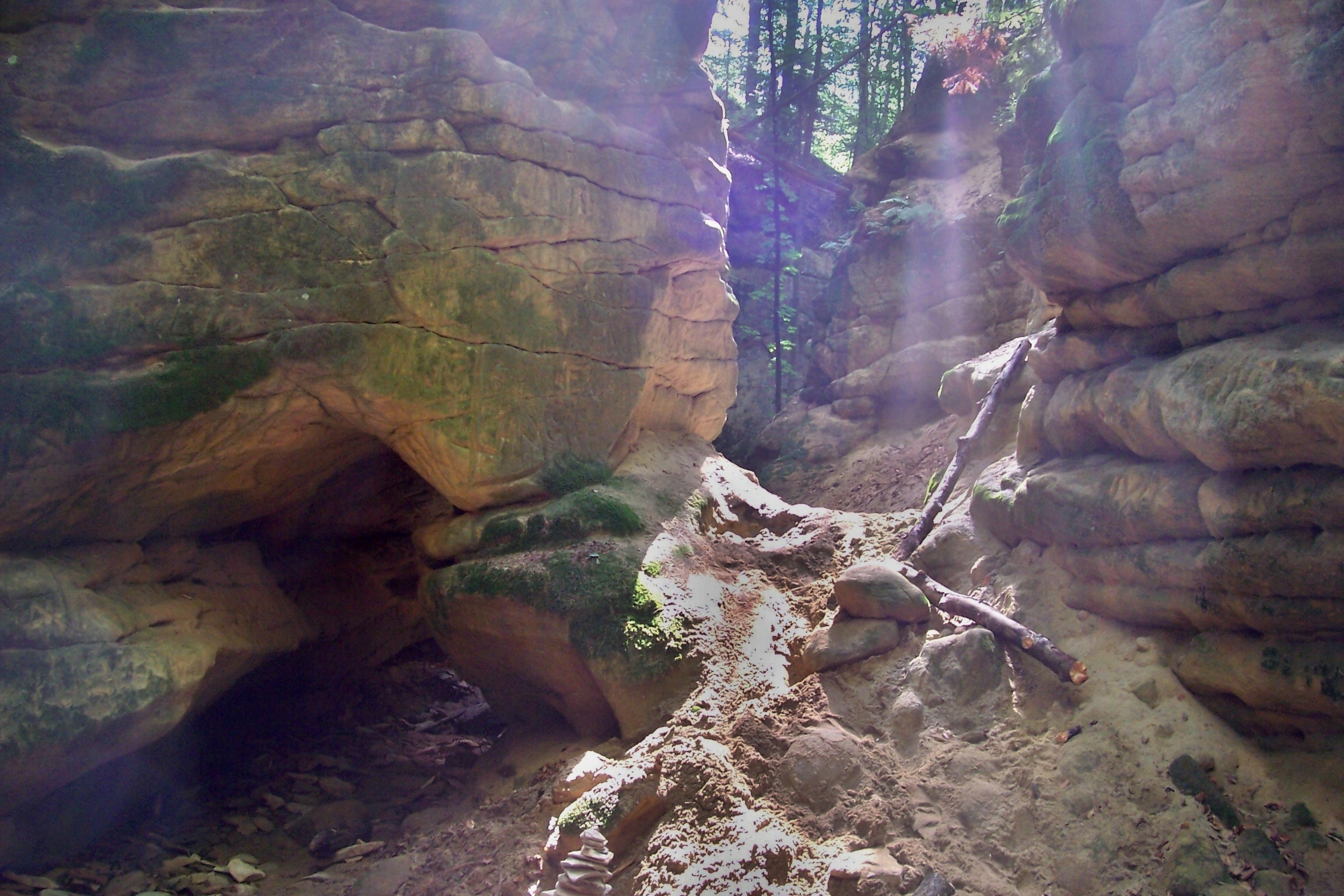
Pískovcové skály v přírodní památce Pivnice

Nejvyšším bodem Loučenské tabule je Modřecký vrch (657 m n. m.).
| název vrcholu  | výška (m n. m.) | podřazená jednotka     |
| -------------- | --------------- | ---------------------- |
| Modřecký vrch  | 657             | Poličská tabule        |
| Velký vrch     | 604             | Poličská tabule        |
| V Sušinách     | 550             | Novohradská stupňovina |
| Na Chlumku     | 495             | Vraclavský hřbet       |
| Košumberk      | 374             | Novohradská stupňovina |
| Záhorský kopec | 341             | Litomyšlský úval       |
| Kamenec        | 337             | Vraclavský hřbet       |
| Vinice         | 318             | Litomyšlský úval       |
| Bučkův kopec   | 315             | Litomyšlský úval       |